# VIII. Ince pápa
VIII. Ince (Genova, 1432 – Róma, 1492. július 25.) a római katolikus egyház 213. pápája 1484-től haláláig. Nyolc éven át tartó pontifikátusa merész politikai döntéseket és néhol visszás gondolkodásmódot hozott. Bíborosként nem számított esélyesnek a pápai trón elnyerésére, azonban Guiliano della Rovere kardinális hathatós támogatásával végül elnyerte az egyház legfőbb hivatalát. További uralkodására ez kellően rá is nyomta bélyegét, hiszen Giuliano, a későbbi II. Gyula, teljesen befolyása alatt tartotta. A történetírók ezért is vélik úgy, hogy uralkodása során többször is ellentmondásba keveredett. A törökök elleni hadjárattal ő is megpróbálkozott, és ő volt az első egyházfő, aki kapcsolatba lépett a szultánnal. Emellett igen fontos bullákat adott ki, amelyek egyike megalapozta a későbbi boszorkányperek elterjedését.

## Élete a tiara előtt
Giovanni Battista Cibo, avagy Gianbattista Cybo néven, Genovában. Tekintélyes, görög származású nemesi családban született, amely így nem volt tősgyökeres genovai família. Apját Aran Cibónak hívták, és III. Kallixtusz uralkodásának idején Róma egyik szenátora volt. Édesanyja Teodorina de'Marina volt. A krónikák és más történetek nagyrészt homályos információkat őriztek meg Gianbattista életének korai szakaszáról. Az bizonyos, hogy apja szenátori kinevezése alatt ő a nápolyi királyi udvarban nevelkedett, és később beiratkozott a római és a Padovai Egyetemre. Ezek az évek nem egy jövendő egyházfő erkölcseire vallanak, hiszen Gianbattista összesen tizenhat gyermekkel „büszkélkedhetett”, amikor beköltözött a vatikáni palotába. Ezek nem mindegyike volt azonban törvénytelen gyermek, ugyanis a krónikák alapján Gianbattista megnősült, de erre minden kétséget kizáró forrás nem vonatkozik.
Életének fordulópontja akkor következett be, amikor felesége meghalt. Gianbattista úgy döntött, hogy belép az Úr egyházába. Rómába utazott, és ott felajánlotta szolgálatait V. Miklós pápa féltestvérének, Calandrini bíborosnak. Atyja befolyásos római barátainak köszönhetően Gianbattista gyorsan haladt előre az egyházi hierarchiában. II. Pál pápa 1467-ben Savona püspökének tette meg, majd 1472-ben a délkeleti Molfetta városának püspöki székét kapta meg. A pápai udvarban gyakran megforduló Gianbattista közeli ismeretséget kötött Giuliano della Rovere bíborossal, akinek támogatásával 1473-ban bíborosi rangra emelkedett. Címtemploma a római Santa Cecilia volt.
Amikor IV. Szixtusz 1484-ben meghalt, Gianbattistát is meghívták a néhai pápáról elnevezett Sixtus-kápolnába a konklávéra. Szixtusz volt az első egyházfő, aki nyíltan dinasztiát épített családjára hagyatkozva, és inkább tűnt világi fejedelemnek, mint egyházfőnek. Éppen ezért Giuliano della Rovere bíboros vezetésével a harminckét tagú bíborosi kollégiumban tekintélyes párt alakult meg saját családja támogatására. De Rodrigo Borgia is hasonló befolyású csoportot gyűjtött maga és a Borgia-család köré. A két ellentétes párt egyforma szavazati súllyal rendelkezett, ezért egyértelműnek tűnt, hogy a néhány pártatlan kardinálisból fognak választani. Giuliano della Rovere jelentős befolyásával végül Gianbattista mellett döntött a szent kollégium. Giuliano ismerte a megválasztott Gianbattistát, és éppen azért ajánlotta őt a trónra, mert tudta jól, hogy irányítani tudja politikáját. Augusztus 29-én tehát Cibo bíborost pápává választották, aki hamarosan felvette a VIII. Ince uralkodói nevet.

## Egy befolyásolt pontifikátus

### Békét hirdető háborús külpolitika
Ince trónra lépése után szinte azonnal nekilátott tizenhat gyermeke és széles rokonsága jólétének megalapozásához. IV. Sixtus dinasztikus itáliai politikája után Ince is ebbe az irányba tolta el a pápai hivatalt. Féktelen nepotizmusa ugyanúgy érintette az egyházi hivatalokat, mint a Pápai állam világi rangjait. Ince a zavaros hátteret kiváló prédikációkkal próbálta leplezni. Koronázási beszédében legfőbb feladatának a törökök elleni küzdelmet tartotta, és mindenek felett a keresztény uralkodók közötti béke megteremtése mellett tört lándzsát. Ehhez képest viszont igen intenzív politikát folytatott Itáliában. Alig pár évvel a békéről szóló lenyűgöző beszéde után a Római Kúria hadat üzent I. Ferdinánd nápolyi királynak, aki nem volt hajlandó megfizetni a pápának járó beiktatási díjat. Ince a déli királyságot a pápák hűbérbirtokának tekintette, és erre hivatkozva a király megkoronázásáért adót akart kicsikarni Ferdinándból. A király azonban erre nem volt hajlandó, és egy 1486-os béketárgyalás kudarca nyomán a pápa 1489-ben úgy döntött, hogy kiátkozza a nápolyi uralkodót. A megüresedett nápolyi trónra Ince VIII. Károly francia királyt hívta meg, akinek római képviselőjét, Jean Bilhères de Lagraulas püspököt székvárosa kormányzójává nevezte ki. Az Ince által gerjesztett háború csak 1494-ben tört ki.
A Nápoly elleni hadakozás miatt Ince dinasztikus törekvései is nagyobb lángra kaptak. A pápa mindent elkövetett, hogy szövetségeseket találjon déli szomszédja ellen. Firenzét akarta megnyerni a pápai trónnak, azok után, hogy elődje kis híján lemészárolta a várost vezető Medici-családot. A pápa egyik fia, Franceschetto Cibo feleségül vette Maddalena Medicit, és Ince bíborossá nevezte ki Lorenzo de’ Medici tizenhárom éves gyermekét, Giovanni de'Medicit. A béke ezek után valóban helyreállhatott a toszkánai várossal. A pápa békéltető szerepet vállalt magára Hunyadi Mátyás, magyar király és az újonnan trónra lépő I. Miksa, német-római császár között. A két uralkodó még Sixtus idejében veszett össze Ancona birtoklásán.
Ince uralkodásának kezdetén még gyakran emlegette a törökök ellen indítandó keresztes háborúkat, de ez a lelkesedés később lelankadt. A pápa tanult elődjétől, és hamar rájött, hogy a keresztény uralkodókat nem lehet motiválni egy törökellenes hadjárathoz. Éppen ezért úgy döntött a katolikus egyházfők közül elsőként, hogy felveszi a kapcsolatot II. Bajazid szultán udvarával, és megpróbálja tárgyalásos úton megoldani az iszlám és a kereszténység között feszülő ellentéteket. Róma és Isztambul között akkor élénkült meg a levélváltás, amikor Bajazid öccse egy sikertelen trónfosztás után Itáliába menekült a szultán haragja elől. Dzsem herceg egyenesen Rómába menekült, ahol Ince barátként fogadta, és megígérte neki, hogy nem adja ki a szultán követeinek. De a menedék lassan-lassan inkább fogsággá változott, ugyanis a pápa kihasználta a helyzetet, és felajánlotta Bajazidnak, hogy őrizet alatt tartja Dzsemet megfelelő árért cserébe. A szultán örült, hogy távol tudhatja trónjától és örököseitől a herceget, és 1489-ben úgy egyeztek meg, hogy 40 ezer dukát éves adót fizet a pápának, és hálája jeléül elküldi a Szent Lándzsát Rómába. 
Miközben keleten nem sikerült áttörő sikert elérnie a „hitetlenekkel” szemben Ince tanúja lehetett 1492-ben Granada elestének, amely az utolsó mór erődítmény volt Spanyolország területén. A Vatikánban hatalmas ünnepséget tartottak a spanyol reconquista sikerén felbuzdulva, és akkor még senki sem sejtette, hogy az egyesült spanyol föld több ezer kilométerre nyugatra újabb sikert ért el: Ebben az évben fedezte fel Kolumbusz Kristóf Amerikát. II. Ferdinánd aragóniai király száz kifogástalan mór rabszolgát küldött ajándékba a pápának, és Ince hálája jeleként Ferdinándnak adományozta a „Katolikus Fenség” címet.
VIII. Ince volt az a pápa, aki VII. Henrik angol király elismerésével igyekezett pontot tenni az Angliában évek óta dúló rózsák háborújának.

### Egyházi döntései
Ince politikájában a fentiekből is láthatóan a családi kapcsolatok érvényre juttatása játszotta a főszerepet. A későbbi korok viszont nemcsak a pápa politikai lépéseit, szövetségeit és háborúit jellemezték, hanem egyes egyházi döntését is. Pontifikátusának évei alatt végig küzdenie kellett a Rómában elharapódzó bűnözéssel. Elődje, IV. Sixtus nagy hatalmat adott rokonainak kezébe, és éppen ezért a gazdag nemesi rangra emelkedett Fella Rovere-család vasfegyelmet tartott az örök városban, és még a Colonnákat is elűzték onnan. Amikor Sixtus meghalt, már a konklávé alatt bebizonyosodott, hogy a pápa által kreált hatalom Rómában törékeny, és nem maradhat életben. A tomboló rómaiak, a bosszúálló Colonnák igazán veszélyessé változtatták Róma utcáit és leginkább külvárosait. A város környékének közbiztonságát egy korabeli feljegyzés illusztrálja a leghitelesebben. Ebben a krónikás elmeséli, hogy I. Miksa császár díszes követségét egy rablóbanda még ruhájától is megfosztotta, így a koronás fő küldöttei gatyában érkeztek meg a pápai udvarba. Ince ekkor döntött úgy, hogy megpróbálja átrendezni a kúria felépítését, hátha a környező területek papi elöljárói jobban odafigyelnek a rablókra és más bűnözőkre. 1487. december 31-én adta ki Non debet reprehensibile kezdetű bulláját, amelyben ezeket a változásokat megindította. Ebben huszonnégy főben szabta meg a vatikáni titkárok számát, akik akkoriban a pápa kormányának feleltek meg. A titkárság élén álló secretarius secretus szerepét pedig megnövelte. A titkárság feladata közé emelte a belső pápai levelek ellenőrzését is. Ince uralkodásának idején ugyanis a pápai okleveleket kiállító iroda becstelen és önző üzletbe fogott. Jó pénzért Ince tudta nélkül egyházi, sőt pápai engedélyeket adott ki. A hamis oklevelek kiállítói 1489-ben kerültek a pápai bíróság elé. A Bullarium Romanumban megőrzött legmerészebb hamisítvány egy olyan oklevél volt, amely megengedte a norvégoknak, hogy bor nélkül áldozzanak.
A közbiztonság fenntartása és a bűncselekmények visszaszorítása kiterjedtebb keretekben is Ince elé került. A pápa az inkvizíció támogatója volt. Spanyolországban 1487-ben Ince nevezte ki Torquemada Tamást az ország főinkvizítorának, aki mind a mai napig hírhedt maradt kegyetlenségéről. 
A valdens „eretnekek” ellen kíméletlen harcot ösztönzött, és az 1487-ben kiadott bullában egy keresztes hadjáratot indított ellenük. Ugyanígy Csehországban a husziták ellen is több világi hatalmat ösztönzött. Hivatalosan is betiltotta és elátkozta Husz János tanait és Giovanni Pico della Mirandola kilencszáz pontját.
Mégis Ince legnagyobb hatású pápai bullája 1484. december 5-én született meg. A Summis desiderantes kezdetű egyházi rendelet (gúnynevén boszorkánybulla) főként a német Domonkos-rend sugallatára született meg. Ebben Ince az egyház áldását adja a boszorkányok üldözésére. 1487-ben ez a bulla kiegészült a Malleus maleficarum kezdetű egyházi rendelettel, amely kiterjeszti a boszorkányüldözést egész Európára. A boszorkányság elítélése a néphit és az egyházi tanok összefonódásának eredményeként született meg. A középkor végén fellobbanó üldözések hátterében két fontos motívum is állhatott. Egyrészt az egyház a népi mondák, naiv vallások allegóriájaként használta a boszorkány kifejezést, és ezzel az ősi hitvilág egyházi megsemmisítését akarta elérni. Másrészt ez a szörnyű öldöklés karonfogva járt a nők megszégyenítésével. A nő által elkövetett ősbűn is az egyház szeme előtt lebegett, és ezzel a szörnyű hadjárattal tiporták sárba a nők korabeli jogait és méltóságát.[forrás?]

### Halála és hagyatéka
Ince pontifikátusa végül 1492. július 25-én halálával ért véget. A Szent Péter-bazilikában eltemetett egyházfő uralkodásáról sokan rossz szájízzel emlékeztek meg, és hagyatékairól is több gúnyirat készült. Ezek leggyakrabban tizenhat gyermekét nevezték a pápa egyetlen fontos hagyatékának, akik közül állítólag csak kettőt ismert el törvényes gyermekének. A korabeli nepnyelv Rómában a következőt őrizte meg róla: „Nyolc vásott fiú született, és ugyanannyi leány, ezért aztán ezt a pápát valóban Róma Atyjának lehet nevezni.” (Octo nocens pueros genuit, totidemque puellas; Hunc merito poterit dicere Roma patrem.) Egy korabeli történetíró, Stefano Infessura pedig azt is megjegyzi, hogy Ince mindent elkövetett halálos ágyán, hogy elkerülje az elkerülhetetlent. Állítólag három fiatal fiú vérével transzfuzionálták. De a pápa vére nem tisztult meg, és hamarosan ő is meghalt meg a három fiatal is.
Reneszánsz pápaként Ince igazi hagyatékának építkezéseit lehet tekinteni, noha a kor többi egyházfőjével összevetve alatta nem sok épületet emeltek. A Vatikánt mindenesetre átrendezte, és az alakuló pápai palota fölé emelkedő Vatikán-dombra nyári rezidenciát építtetett, amelyet Belvedere formában alakíttatott ki. Ő kezdte meg kialakítani ennek a nyári palotának az előkertjét is, a Cortile del Belvederét. Az építkezésekhez és leginkább elődje féktelen költekezéseihez pénzre volt szüksége, éppen ezért uralkodása alatt felvirágzott a pénzért megvásárolható hivatalok kora és a szimónia.

## Művei
- Documenta Catholica Omnia (latin nyelven). Cooperatorum Veritatis Societas. (Hozzáférés: 2011. december 6.)